# 아봉로
아봉로는 제주특별자치도 제주시 아라동과 봉개동을 연결하는 도로이다. 각각 국가지원지방도 제97호선과 지방도 제1131호선으로 연결되어 있다.

## 같이 보기
- 제주특별자치도의 교통